# 한국미술사연구소
한국미술사연구소는 대한민국 미술사의 사료 조사와 발굴, 미술사관의 정립, 연구방법론의 개발, 개개 연구논문의 질적 향상을 조직적, 협동적으로 연구하며, 아울러 동서양 미술사 학계와 긴밀한 유대관계하에서 이들 미술사 또한 심도 있게 연구하기 위하여 1993년 8월 7일 설립된 대한민국 문화체육관광부 소관의 사단법인이다. 사무실은 서울특별시 중구 필동 3가 26 동국대학교 문명대 교수연구실(우: 100-715)에 있다.

## 주요 사업
- 미술사 사료의 조사, 발굴
- 미술사학 및 미술사관의 연구
- 과학적 미술사의 연구
- 미술사의 비교사적 연구
- 토론연구 발표회, 미술사 강좌, 강연회
- 학술지, 연구서등 연구서적 간행